# Kabelbakterien
Kabelbakterien sind filamentöse Bakterien, die in speziellen längsverlaufenden Fasern Elektronen über Zentimeter-Distanzen transportieren und somit Elektrizität leiten können. Die Elektronen entstehen bei der Sulfidoxidation im tiefer gelegenen, anoxischen Sediment und werden entlang des Filaments zur Sedimentoberfläche geleitet, wo Sauerstoff oder Nitrat als Elektronenakzeptor reduziert werden.

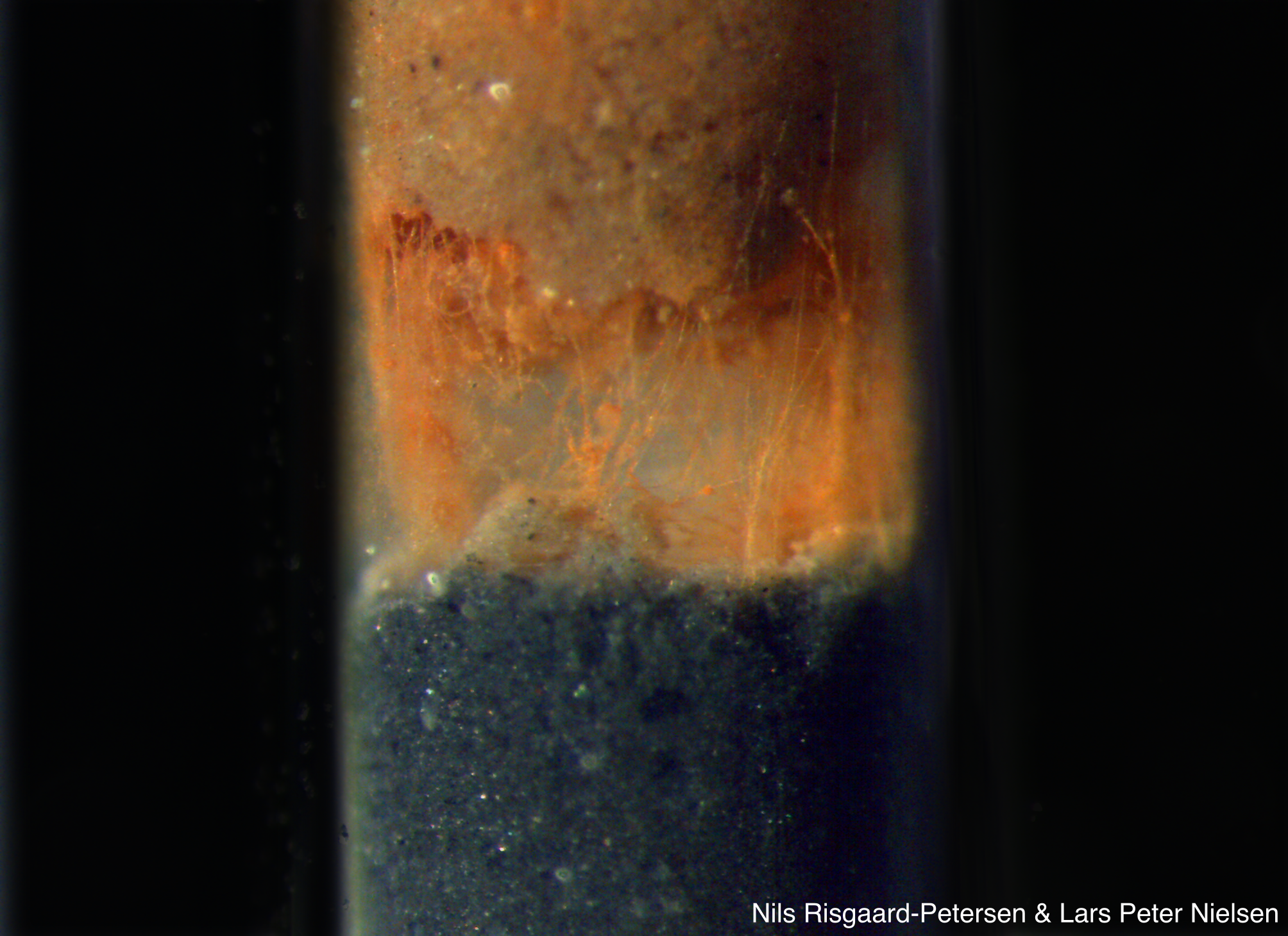
Kabelbakterien zwischen zwei getrennten Sedimentschichten in einem Glaszylinder.

Das Diagramm zeigt den Metabolismus von Kabelbakterien in einem Oberflächensediment. Schwefelwasserstoff (H_{2}S) wird in der sulfidhaltigen Schicht ("sulfidic sediment") oxidiert und die dabei entstehenden Elektronen (e^{−}) werden entlang des Kabelbakterienfilaments zur sauerstoffreichen Sedimentschicht ("oxic sediment") geleitet. Molekularer Sauerstoff (O_{2}) wird hier reduziert.

## Entdeckung und Vorkommen
Entdeckt wurde der Prozess des Elektronentransfers über lange Distanzen 2010 in einem Experiment, bei dem die räumlich getrennte Sulfidoxidation und Sauerstoffreduktion unterbrochen und wieder hergestellt wurde. Die Geschwindigkeit der gemessenen Raten war nicht allein durch Diffusionsvorgänge erklärbar. In einem späteren Experiment wurden als einzig mögliche Elektronenleiter filamentöse Bakterien der Familie Desulfobulbaceae identifiziert. Die elektrische Leitfähigkeit von einzelnen Bakterienfilamenten wurde später durch Beobachtung des Oxidationsstatus der Cytochrome mit Hilfe von Raman Mikroskopie festgestellt. Kabelbakterien wurden seit ihrer Entdeckung in marinen Sedimenten auch in einem Grundwasser-Aquifer und Süßwassersedimenten weltweit nachgewiesen. Dabei wurden Dichten von bis zu 2 km Kabelbakterienfilamenten pro Quadratzentimeter Sedimentoberfläche nachgewiesen.

## Morphologie
Kabelbakterienfilamente weisen einen Durchmesser von 1–4 µm und Längen von über 1 cm auf. Die einzelnen Zellen in den Filamenten sind stäbchenförmig mit einer durchschnittlichen Länge von 3 µm. Als Gram-negative Bakterien verfügen sie über zwei zellumhüllende Membranen, wobei jede Zelle ihre individuelle innere Zellmembran hat, aber die äußere Zellmembran von allen Zellen in einem Filament geteilt wird. Im gemeinsamen Periplasma sind etwa 15–60 elektronenleitende Fasern von etwa 50 nm Durchmesser, die von außen als parallel längsverlaufende Rippen sichtbar sind. Sie bestehen aus Proteinen die besonders viel Nickel und Schwefel enthalten, sind elektrisch isoliert, und verlaufen über die gesamte Länge des Zellfilaments.

## Taxonomie
Zwei Candidatus-Gattungen wurden beschrieben: Electrothrix mit mindestens vier Candidatus-Arten in marinen und brackigen Habitaten und Electronema mit mindestens zwei Candidatus-Arten aus Süßwasser-Sedimenten (siehe Desulfobulbaceae §Systematik). Beide Gattungen sind in der Familie Desulfobulbaceae der Ordnung Desulfobacterales klassifiziert. Da Kabelbakterien eher nicht-taxonomisch durch ihre Funktion (Phänotyp) als ihre Phylogenie (Verwandtschaft und Abstammung) definiert sind, ist es möglich, dass zukünftig weitere Taxa entdeckt werden.

## Ökologische Bedeutung
Kabelbakterien beeinflussen die geochemischen Eigenschaften ihrer Umgebung. Sie oxidieren Eisen an der Sedimentoberfläche, wodurch Eisenoxide entstehen, die Phosphor-enthaltende Verbindungen und Schwefelwasserstoff binden können. Dadurch wird der frei verfügbare Anteil von Phosphor und Schwefelwasserstoff im Wasser begrenzt. Da Phosphor Eutrophierung verursachen kann und Schwefelwasserstoff für viele Lebewesen giftig ist, spielen Kabelbakterien eine wichtige Rolle für die Aufrechterhaltung der Balance in Ökosystemen.
Candidatus Electronema wurde von der Vereinigung für Allgemeine und Angewandte Mikrobiologie zur „Mikrobe des Jahres 2024“ gewählt.

## Anwendung
Kabelbakterien wurden in Zusammenhang mit benthischen mikrobiellen Brennstoffzellen gefunden. Dabei handelt es sich um Instrumente, welche chemische Energie auf dem Meeresgrund in elektrische Energie umwandeln können. In der Zukunft ist es denkbar, dass Kabelbakterien eingesetzt werden, um die Effizienz von solchen mikrobiellen Brennstoffzellen zu steigern. Weiterhin stehen Kabelbakterien in Zusammenhang mit einem bioelektrochemischen System zum Abbau von Kohlenwasserstoffkontaminationen in marinen Sedimenten. Eine zukünftige Anwendung von Kabelbakterien in der Bioremediation nach Ölverschmutzungen wäre somit denkbar.

## Verbreitung
Kabelbakterien wurden weltweit in verschiedenen Klimazonen und Ökosystemen gefunden, so unter anderem in Dänemark, den Niederlanden, Deutschland, Japan, Australien und den USA.